# Todos los romances
Todos los romances es el primer álbum recopilatorio que contiene los tres álbumes de 1991, 1994 a 1997 del cantante mexicano Luis Miguel, lanzado al mercado el 11 de agosto de 1998 por Warner Music Group Latina. el álbum incluye los tres álbumes de la serie Romance publicados anteriormente en los que Luis Miguel hace versiones de boleros clásicos en cada uno de ellos: Romance (1991), Segundo romance (1994) y Romances (1997). Un editor de AllMusic calificó el álbum con cuatro de cinco estrellas. Comercialmente, Todos los romances alcanzó el puesto número cuatro en España y fue certificado doble Platino en el país. También alcanzó el estatus de oro en Argentina y alcanzó el puesto número 12 en Billboard Top Latin Albums en los Estados Unidos.

## Antecedentes y lanzamiento
En 1991, Luis Miguel lanzó su octavo álbum de estudio, Romance, una colección de boleros clásicos, la más antigua data de la década de 1940. Producido por Armando Manzanero y arreglado por Bebu Silvetti, el disco fue un éxito en América Latina y vendió más de 7 millones de copias en todo el mundo. Reavivó el interés por el género bolero y fue el primer disco de un artista de habla hispana en obtener la certificación de oro en Brasil, Taiwán y Estados Unidos. Recibió una nominación al Premio Grammy al mejor álbum de pop latino. Su secuela, Segundo romance, fue lanzado en 1994; Manzanero, Juan Carlos Calderón y Kiko Cibrian coprodujeron el disco con Luis Miguel, y ganó un premio Grammy al mejor álbum de pop latino. En 1997 Romances se lanzó, con Luis Miguel y Manzanero coproduciendo los arreglos de Silvetti; vendió más de 4.5 millones de copias, ganando otro Grammy por mejor álbum de pop latino. Cada uno de los tres discos fue certificado platino por la Recording Industry Association of America por enviar un millón de copias en los Estados Unidos. Un año después del lanzamiento de Romances, WEA Latina anunció que lanzaría un álbum recopilatorio de tres discos titulado Todos los romances, que contiene tres álbumes con temas románticos y fue lanzado el 11 de agosto de 1998.

## Recepción
Un editor de AllMusic le dio al álbum una calificación de cuatro de cinco estrellas. En España, Todos los romances debutó y alcanzó el puesto número cuatro en la lista de álbumes españoles, vendiendo más de 200 000 copias en el país y obteniendo una doble certificación de platino otorgada por Productores de Música de España por enviar 200 000. En los Estados Unidos, el disco alcanzó el puesto número 12 en el Billboard Top Latin Albums y el número 6 en el Latin Pop Albums. En Argentina, fue certificado oro por la Cámara Argentina de Productores de Fonogramas y Videogramas por envíos de 30 000 unidades.

## Lista de canciones
| Disco 1 (Romance) |                           |                          |          |  |
| N.º               | Título                    | Escritor(es)             | Duración |  |
| 1.                | «No me platiques más»     | Vicente Garrido          | 3:31     |  |
| 2.                | «Inolvidable»             | Julio Gutiérrez          | 4:16     |  |
| 3.                | «La puerta»               | Luis Demetrio            | 3:19     |  |
| 4.                | «La barca»                | Roberto Cantoral         | 3:28     |  |
| 5.                | «Te extraño»              | Armando Manzanero        | 4:23     |  |
| 6.                | «Usted»                   | Gabriel Ruiz             | 3:43     |  |
| 7.                | «Contigo en la distancia» | César Portillo de la Luz | 3:23     |  |
| 8.                | «Mucho corazón»           | Emma Elena Valdelamar    | 3:23     |  |
| 9.                | «La mentira»              | Álvaro Carrillo          | 3:46     |  |
| 10.               | «Cuando vuelva a tu lado» | María Grever             | 3:48     |  |
| 11.               | «No sé tú»                | Manzanero                | 3:50     |  |
| 12.               | «Cómo»                    | Chico Novarro            | 3:14     |  |
| 44:02             |                           |                          |          |  |

| Disco 2 (Segundo romance) |                         |                      |          |  |
| N.º                       | Título                  | Escritor(es)         | Duración |  |
| 1.                        | «El día que me quieras» | Carlos Gardel        | 3:59     |  |
| 2.                        | «Sin ti»                | Pepe Guízar          | 3:00     |  |
| 3.                        | «Somos novios»          | Manzanero            | 3:11     |  |
| 4.                        | «La media vuelta»       | José Alfredo Jiménez | 2:43     |  |
| 5.                        | «Solamente una vez»     | Agustín Lara         | 2:58     |  |
| 6.                        | «Todo y nada»           | Garrido              | 3:35     |  |
| 7.                        | «Historia de un amor»   | Carlos Almarán       | 3:55     |  |
| 8.                        | «Como yo te amé»        | Manzanero            | 3:30     |  |
| 9.                        | «Nosotros»              | Pedro Junco          | 4:00     |  |
| 10.                       | «Yo sé que volverás»    | Manzanero            | 3:35     |  |
| 11.                       | «Delirio»               | Portillo de la Luz   | 4:34     |  |
| 38:57                     |                         |                      |          |  |

| Disco 3 (Romances) |                                          |                          |          |  |
| N.º                | Título                                   | Escritor(es)             | Duración |  |
| 1.                 | «Voy a apagar la Luz / Contigo Aprendí»  | Manzanero                | 4:11     |  |
| 2.                 | «Sabor a mí»                             | Álvaro Carrillo          | 3:06     |  |
| 3.                 | «Por debajo de la mesa»                  | Manzanero                | 3:05     |  |
| 4.                 | «La gloria eres tú»                      | José Antonio Mendez      | 3:24     |  |
| 5.                 | «Amanecer»                               | Manzanero                | 3:31     |  |
| 6.                 | «Encadenados»                            | Carlos Arturo Briz       | 3:59     |  |
| 7.                 | «Bésame mucho»                           | Consuelo Velázquez       | 5:26     |  |
| 8.                 | «Contigo (Estar contigo)»                | Bebu Silvetti            | 4:10     |  |
| 9.                 | «Noche de ronda»                         | Lara                     | 4:20     |  |
| 10.                | «El reloj»                               | Cantoral                 | 3:03     |  |
| 11.                | «Júrame»                                 | Grever                   | 3:57     |  |
| 12.                | «De quererte así (De T'Avoir Aimee)»     | Charles Aznavour         | 3:14     |  |
| 13.                | «Uno»                                    | Enrique Santos Discépolo | 4:08     |  |
| 14.                | «Mañana de carnaval (Manhã de Carnaval)» | Luiz Bonfá               | 4:06     |  |
| 54:05              |                                          |                          |          |  |

## Listas

### Semanales
| Lista (1998)                      | Máxima posición |
| --------------------------------- | --------------- |
| España (PROMUSICAE)               | 4               |
| Estados Unidos (Top Latin Albums) | 12              |
| Estados Unidos (Latin Pop Albums) | 6               |

### Anuales
| País   | Asociación | Lista          | Posición anual | Ref.   |
| España | Promusicae | Top 50 Álbumes | 1998: 40       | [ 20 ] |

## Certificaciones
| País | Certificación | Ventas   |
| --- | ------------- | -------- |
| Argentina (CAPIF) | Oro           | 30,000x  |
| España(PROMUSICAE) | 2× Platino    | 200,000^ |
| ^ cifras de envíos sobre la base de la certificación por sí sola x cifras no especificadas sobre base de la certificación por sí sola |               |          |